# Station Bolzano-Sud Bozen-Süd
Station Bolzano-Sud Bozen-Süd is een spoorwegstation aan de Burggrafenspoorlijn in de stad Bolzano (Italië-Zuid-Tirol).
De stationsnaam wordt volgens de regels van Trenitalia in het Italiaans aangegeven, gevolgd door het Duits als lokale taal.